# Southern Hockey League 1995/96
Die Saison 1995/96 war die vierte und letzte reguläre Saison Southern Hockey League (bis 1995 Sunshine Hockey League). Während der regulären Saison bestritten die sechs Teams jeweils 60 Spiele. In den Play-offs setzten sich die Huntsville Channel Cats durch und gewannen den ersten Sunshine Cup in ihrer Vereinsgeschichte.

## Teamänderungen
Folgende Änderungen wurden vor Beginn der Saison vorgenommen:
- Die Fresno Falcons stellten den Spielbetrieb ein.
- Die Huntsville Channel Cats wurden als Expansionsteam in die Liga aufgenommen.
- Die Winston-Salem Mammoths wurden als Expansionsteam in die Liga aufgenommen.
- Die Daytona Beach Sun Devils änderten ihren Namen in Daytona Beach Breakers.
- Die Lakeland Ice Warriors änderten ihren Namen in Lakeland Prowlers.
- Die West Palm Beach Blaze änderten ihren Namen in West Palm Beach Barracudas.

## Reguläre Saison

### Abschlusstabelle
Abkürzungen: GP = Spiele, W = Siege, L = Niederlagen, T = Unentschieden, OTL = Niederlage nach Overtime, GF = Erzielte Tore, GA = Gegentore, Pts = Punkte
|                            | GP | W  | L  | OTL | GF  | GA  | Pts |
| -------------------------- | -- | -- | -- | --- | --- | --- | --- |
| Lakeland Prowlers          | 60 | 41 | 13 | 6   | 342 | 229 | 80  |
| Daytona Beach Breakers     | 60 | 33 | 20 | 7   | 297 | 251 | 67  |
| Winston-Salem Mammoths     | 60 | 30 | 23 | 7   | 273 | 274 | 47  |
| Huntsville Channel Cats    | 60 | 27 | 31 | 2   | 274 | 294 | 37  |
| West Palm Beach Barracudas | 60 | 26 | 32 | 2   | 251 | 319 | 18  |
| Jacksonville Bullets       | 60 | 23 | 33 | 4   | 282 | 352 | 18  |

## Sunshine-Cup-Playoffs
|  | Sunshine-Cup-Halbfinale | Sunshine-Cup-Halbfinale | Sunshine-Cup-Halbfinale |  |  | Sunshine-Cup-Finale | Sunshine-Cup-Finale     | Sunshine-Cup-Finale |
|  |                         |                         |                         |  |  |                     |                         |                     |
|  |                         |                         |                         |  |  |                     |                         |                     |
|  | 2                       | Daytona Beach Breakers  | 1                       |  |  |                     |                         |                     |
|  | 3                       | Winston-Salem Mammoths  | 3                       |  |  |                     |                         |                     |
|  |                         |                         |                         |  |  | 3                   | Winston-Salem Mammoths  | 1                   |
|  |                         |                         |                         |  |  | 4                   | Huntsville Channel Cats | 4                   |
|  | 1                       | Lakeland Prowlers       | 2                       |  |  |                     |                         |                     |
|  | 4                       | Huntsville Channel Cats | 3                       |  |  |                     |                         |                     |
|  |                         |                         |                         |  |  |                     |                         |                     |